# Ivanečko Naselje
Ivanečko Naselje je naseljeno mjesto u Republici Hrvatskoj u Varaždinskoj županiji. 

## Zemljopis
Administrativno je u sastavu grada Ivanca. Naselje se proteže na površini od 2,31 km². 

## Stanovništvo
Prema popisu stanovništva iz 2001. godine u Ivanečkom Naselju živi 237 stanovnika i to u 66 kućanstava. Gustoća naseljenosti iznosi 102,60 st./km².
| broj stanovnika |       |       |       |       |       |       |       |       |       |       |       | 101   | 198   | 241   | 237   | 237   | 252   |
|                 | 1857. | 1869. | 1880. | 1890. | 1900. | 1910. | 1921. | 1931. | 1948. | 1953. | 1961. | 1971. | 1981. | 1991. | 2001. | 2011. | 2021. |